# Psyonix
Psyonix LLC是一家位於美國加利福尼亚州圣迭戈的电子游戏开发商，由戴夫·哈格伍德（Dave Hagewood）與其團隊WebSite Machines共同於2000年創立。Psyonix在其第三個項目開發了一款適用於《虚幻竞技场2003》的載具模組——VehicleMOD。該遊戲的開發商Epic Games隨後聘請Psyonix將這種玩法改造成《虚幻竞技场2004》的一個遊戲模式。
Psyonix主要依靠外包工作維持運營，並於2008年推出了首款原創遊戲《超音速特技火箭戰車》。該遊戲未能達到預期的成功，但哈格伍德對其概念保持信心，並讓小團隊在進行其他外包項目時嘗試開發續作。這款續作於2015年以《火箭聯盟》的名義發布，並在商業上獲得成功。2019年5月，Epic Games收購了Psyonix。

## 历史

### 創立與VehicleMOD（2000–2003）
Psyonix由戴夫·哈格伍德（Dave Hagewood）創立，他是北卡羅來納州夏洛特人。他自1983年開始學習編程，年僅八歲的他嘗試修改一款文字冒險遊戲的對話內容，這讓他在這個領域取得先機。1995年，他放棄電腦科學學位並輟學，創立了一家網頁託管公司——ArrowWeb，隨後又創立了專注於開發多媒體和互聯網軟體的WebSite Machines團隊。哈格伍德對互聯網行業進行了大量投資，並在佛羅里達州的衛星海灘運營他的公司，並面臨著激烈競爭。在閒暇時，他偶爾會試著修改遊戲，尤其是加入載具元素，但他曾認為以製作遊戲為生是一個“不可能的夢想”。儘管如此，2000年，隨著WebSite Machines團隊轉型為遊戲開發，哈格伍德與他們一同創立了Psyonix。公司名稱來源於他對“智慧與人類心靈內在力量概念的著迷”。
Psyonix的第一個項目是一款載具對戰遊戲《變形桿菌》（Proteus）。由於對使用的遊戲引擎不滿意，這個項目很快被放棄，並轉而使用虛幻引擎開發。Psyonix的第一款虛幻引擎遊戲是《吸血鬼獵人：黑暗預言》（Vampire Hunter: The Dark Prophecy），這是一款結合第一人稱探索和第三人稱近戰的動作遊戲。該遊戲於2002年公佈，但很快因規模超出預算而擱置。在完成了一個展示版本並向潛在的發行商進行推介後，工作室短暫嘗試其他項目，是要將載具加入《虚幻竞技场2003》這款遊戲，因為哈格伍德認為其缺少這一元素。在經過數周的開發後，團隊認為該項目具有潛力，並將《吸血鬼獵人》暫時擱置，專注於這個新項目。
2002年12月，經過數個月的開發，虛幻引擎及《虚幻竞技场2003》的開發商Epic Games的高層馬克·雷恩致電哈格伍德，詢問關於《吸血鬼獵人》的進展。哈格伍德便向他介紹了工作室的新項目——VehicleMOD。雷恩要求在2003年3月的遊戲開發者大會上展示該項目的原型。於是Psyonix致力於開發所有載具的功能性原型並適配多人遊玩。Epic Games對此展示印象深刻，尋求進一步洽談，但希望看到項目推進的速度。Psyonix在三週的高強度開發中完成了改進，並邀請獨立模組製作者協助創建了三張地圖。哈格伍德將更新後的版本帶到Epic Games位於北卡羅來納州的辦公室展示，該公司隨即與Psyonix簽約，將此模組開發為《虚幻竞技场2004》中的遊戲模式——猛攻（Onslaught）。
哈奇伍德認為，如果繼續從佛羅里達州與Epic Games遠端合作，可能會影響模組的品質，因此他在雷恩的資金贊助下，將Psyonix於2003年底搬遷到北卡羅來納州的罗利。同時，哈格伍德也放棄了他的網頁託管業務。

### 合約業務與首款原創遊戲（2003–2013）
在罗利，哈格伍德（Dave Hagewood）招募了一些來自附近大學的實習生共同營運Psyonix，並接受了來自Epic Games的合約業務，協助開發基於虛幻引擎的遊戲，包括《戰爭機器》和《虚幻竞技场3》。然而，哈格伍德希望向西部遷移，並與Psyonix一起開發原創遊戲。
2006年，團隊構想出一款名為《Track Addict》的遊戲，這是一款計時賽載具平台遊戲，部分靈感來自體育遊戲《托尼·霍克職業滑板》和《SSX》系列。團隊向多家發行商推介該遊戲，並與微軟達成協議，計劃在Xbox平台上發行。開發期間，有人將一個足球加入到關卡中，團隊對此十分喜愛，最終決定圍繞這個概念重新設計遊戲方向。哈格伍德將方向改變的消息告知微軟，雙方因此分道揚鑣。2008年，遊戲最終以《超音速特技火箭戰車》之名在PlayStation 3上發行。團隊選擇這樣一個異常冗長的名稱，希望能吸引玩家注意。
與此同時，SouthPeak Games委託Psyonix開發《怪物也瘋狂：墳墓危機》，這是一款《怪物也瘋狂：郊區之戰》的升級移植版，於同年在PlayStation 3上推出。
雖然《超音速特技火箭戰車》收支平衡，但玩家數量低於預期，未能帶來顯著利潤，迫使Psyonix重新投入合約業務。儘管如此，哈格伍德相信現有的粉絲群體足以支持Psyonix下一款原創遊戲的開發，因此他從50名員工中挑選了一小部分人員繼續研發新遊戲，其餘人員則專注於合約項目。
2009年12月，工作室與全體員工從羅利遷至位於圣迭戈煤气灯街区附近的大辦公室。隨後的合約項目包括《Whizzle》（用於虛幻引擎開發工具包的技術展示）以及對《狂彈風暴》、《家園戰線》、《质量效应3》和《幽浮：未知敵人》的額外開發工作。
2012年11月，Psyonix在iOS平台推出了一款原創的移動射擊遊戲《弧光中隊》。隨後於2013年10月在iOS與Android平台發行了增強版《弧光中隊：回歸》。

### 《火箭聯盟》與被Epic Games收購（2013年至今）
2013年，Psyonix開始製作《超音速特技火箭戰車》的續作。在不到2百萬美元的預算下，Psyonix花費兩年時間開發了《火箭聯盟》。哈格伍德認為《超音速特技火箭戰車》過於「硬核」，因此調整了《火箭聯盟》的遊戲節奏。該遊戲於2015年7月在Windows和PlayStation 4平台發行後立即大獲成功。它使Psyonix的利潤增長了100倍，並在一年內創造了1.1億美元的收入。
Psyonix於2016年12月迅速擴展至70名員工，並搬遷至位於哥倫比亞廣場的新辦公室，該辦公室跨越兩層樓，總面積達40,000平方英尺（3,700平方）。哈格伍德致力於推動圣迭戈的科技產業發展，例如投資Zesty.io。擴大的團隊繼續為《火箭聯盟》提供額外內容支持，並與遊戲直播平台Twitch合作，創立了《火箭聯盟冠軍聯賽》作為該遊戲的官方電競賽事。
2018年4月，工作室開始試驗一款名為《火箭聯盟：側擊》的手機版衍生遊戲。
2019年5月1日，Epic Games宣布以未公開條款收購Psyonix。當時，工作室擁有132名員工，並計劃繼續支持《火箭聯盟》。哈格伍德從此次出售中獲得的收益，用於購買長達56公尺的超級遊艇——貝內蒂 Galaxy，並計劃投資太空旅遊。
Epic Games於2021年11月在Android和iOS平台上發行了《火箭聯盟：側擊》，並於2023年12月為《堡垒之夜》推出了Psyonix開發的《Rocket Racing》模式。

## 开发游戏
| 年份 | 遊戲                     | 平台                                                                                       | 發行商          | 備註                                    | 来源          |
| ---- | ------------------------ | ------------------------------------------------------------------------------------------ | --------------- | --------------------------------------- | ------------- |
| 2008 | 《怪物也瘋狂：墳墓危機》 | PlayStation 3                                                                              | SouthPeak Games | 《怪物也瘋狂：郊區之戰》的升級移植版    | [ 16 ]        |
| 2008 | 《超音速特技火箭戰車》   | PlayStation 3                                                                              | Psyonix         |                                         | [ 4 ]         |
| 2009 | 《Whizzle》              | Windows                                                                                    | Psyonix         | 虛幻引擎開發工具包的技術展示項目        | [ 6 ]         |
| 2012 | 《弧光中隊》             | iOS                                                                                        | Psyonix         |                                         | [ 9 ]         |
| 2013 | 《弧光中隊：回歸》       | Android／iOS                                                                               | Psyonix         | 《弧光中隊》的增強版                    | [ 17 ]        |
| 2015 | 《火箭聯盟》             | Linux／macOS／Nintendo Switch／PlayStation 4／Windows／Xbox One                            | Psyonix         | Linux和macOS於2020年3月停止支援線上功能 | [ 10 ] [ 18 ] |
| 2021 | 《火箭聯盟：側擊》       | Android／iOS                                                                               | Epic Games      |                                         | [ 14 ]        |
| 2023 | 《Rocket Racing》        | Android／Nintendo Switch／PlayStation 4／PlayStation 5／Windows／Xbox One／Xbox Series X/S | Epic Games      | 《堡垒之夜》的遊戲模式之一              | [ 15 ]        |

### 額外工作
| 年份 | 遊戲               | 主要開發者                 | 来源  |
| ---- | ------------------ | -------------------------- | ----- |
| 2004 | 《虚幻竞技场2004》 | Epic Games                 | [ 6 ] |
| 2006 | 《戰爭機器》       | Epic Games                 | [ 6 ] |
| 2007 | 《虚幻竞技场3》    | Epic Games                 | [ 6 ] |
| 2011 | 《狂彈風暴》       | People Can Fly／Epic Games | [ 6 ] |
| 2011 | 《家園戰線》       | Kaos Studios               | [ 6 ] |
| 2012 | 《质量效应3》      | BioWare                    | [ 6 ] |
| 2012 | 《幽浮：未知敵人》 | Firaxis Games              | [ 6 ] |

### 已取消
- 《變形桿菌》（Proteus）[5]
- 《吸血鬼獵人：黑暗預言》（Vampire Hunter: The Dark Prophecy）[5]
- 《納斯哥特（英语：Nosgoth）》[6]